# Oosterse en westerse religies
Door verschillende theologen en andere wetenschappers wordt een onderscheid gemaakt in oosterse en westerse religies.

## Oosterse religies
Oosterse religies zijn de religies die in Azië (Oost-Azië, Zuidoost-Azië en Zuid-Azië) beleden worden. De bekendste zijn:
- hindoeïsme
- boeddhisme
- taoïsme
- confucianisme
- sikhisme
- jaïnisme

Oosterse religies zijn sinds de jaren 60 van de 20e eeuw ook populair geworden in het Westen en veel newagefilosofieën, de theosofie en nieuwe religieuze bewegingen bevatten er elementen van.
Iets minder bekend zijn de bahai, het jaïnisme, de samaritanen, het shintoïsme en het zoroastrisme.

## Westerse religies
Westerse religies zijn de religies die in het Westen, zoals Amerika en Europa, beleden worden. Alhoewel deze religies westerse religies genoemd worden, vinden veel ervan hun oorsprong in het Midden-Oosten. De bekendste zijn:
- christendom
- jodendom

De westerse religies zijn sinds de jaren 60 van de 20e eeuw ook populair geworden in het oosten en veel nieuwe religieuze bewegingen, zoals de Verenigingskerk, bevatten er elementen van. In het oosten gaat conversie van arme mensen naar het christendom vaak gepaard met financiële sponsoring of hulp door westerse christelijke organisaties, iets wat vaak protest oproept in oosterse landen als Thailand, Sri Lanka en India.